# Alnus vermicularis
Alnus vermicularis, endemska biljna vrsta iz Sjeverne Koreje, grm je ili malo drvo iz roda joha (Alnus), porodica brezovki (Betulaceae). Za vrstu ima nedovoljno podataka.
Takenoshin Nakai opisao ju je 1919, i prema njemu naraste do 3 i pol metra visine, a opisani primjerak rastao je na visini od 2.350 metarta.